# Ottawan
Ottawan fue un dúo francés de música disco, formada a fines de los años 70. Sus integrantes fueron Patrick Jean-Baptiste (nacido el 6 de abril de 1954, en Guadalupe) y Annette Etilce (nacida el 1 de noviembre de 1958, en Martinica). Las canciones fueron producidas por los compositores Jean Kluger y Daniel Vangarde.
Jean Patrick fue un cantante de coro de una iglesia francesa.
Ottawan debe su nombre a la capital de Canadá, Ottawa.
Daniel Vangarde es el padre de Thomas Bangalter, uno de los miembros de Daft Punk.

## Canciones más conocidas
- D.I.S.C.O. – Versión francesa e inglesa (1979)
- T'es ok!
- You're OK (1980)
- Haut Les Mains – Hands Up (1981)
- Crazy Music  (1982)
- Shalala Song  (1980) (Cover de Un Rayo de Sol de Los Diablos)
- Help, Get Me Some Help
- Hands Up (Give Me Your Heart) (1979) (Versionada por El Símbolo como Canta)
- A I E Is My Song.(1981) (Cover de A.I.E. (A Mwana), de Black Blood)